# 马尔日瓦勒
马尔日瓦勒（法語：Margival，法語發音：[maʁʒival]）是法国上法蘭西大區埃纳省的一个市镇，属于苏瓦松区。

## 地理
马尔日瓦勒（49°26'5"N, 3°24'6"E）面积5.47 平方千米，位于法国上法蘭西大區埃纳省，该省份为法国北部内陆省份，北起北部省，西接索姆省和瓦兹省，东临阿登省和马恩省，西南至塞纳-马恩省，东北部与比利时接壤。
与马尔日瓦勒接壤的市镇（或旧市镇、城区）包括：克鲁伊、拉福、楠特伊拉福斯、讷维尔-叙马尔日瓦勒、泰尔尼-索尔尼、弗勒尼、维耶里。

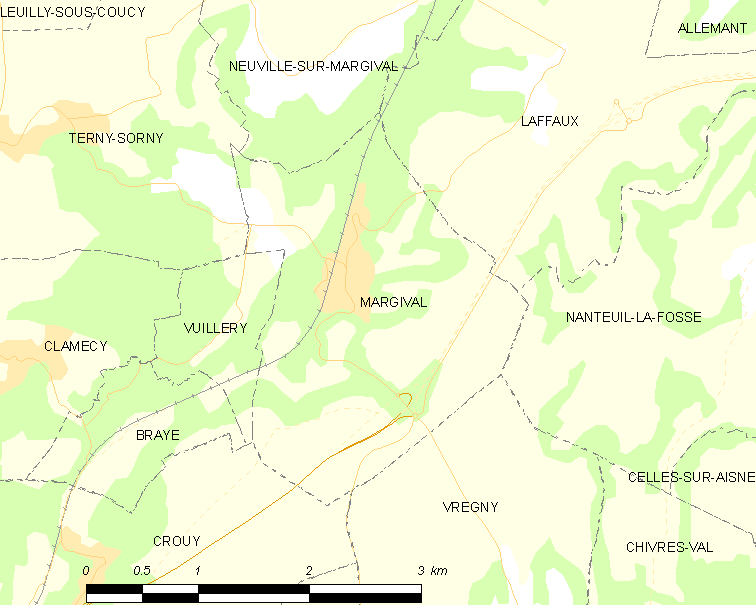
马尔日瓦勒的OSM定位图

马尔日瓦勒的时区为UTC+01:00、UTC+02:00（夏令时）。

## 行政
马尔日瓦勒的邮政编码为02880，INSEE市镇编码为02464。

## 政治
马尔日瓦勒所属的省级选区为塔德努瓦地区费尔县。

## 人口

1962-2008年间马尔日瓦勒人口变化图示

马尔日瓦勒于2022年1月1日时的人口数量为369人。